# CSK VVS Samara
El CSK VSS Samara és un club professional rus de basquetbol de la ciutat de Samara. Disputa els seus partits a l'MTL Arena, amb capacitat per a 3500 espectadors.

## Palmarès
- 1 FIBA EuroCup Challenge: 2007[2]

## Jugadors destacats
- Georgios Diamantopoulos (2006-07)
- Nikita Shabalkin (2006-07)
- Milan Prekovic (2001-02)
- Aleksandar Cubrilo (2001-02)
- Bojan Obradovic (2001-02)
- Omar Cook (2006-07)
- Kelvin Gibbs (2006-07)
- Brian Patrick Williams (2001-02)
- Joseph Jay Wylie (2001-02)